# 前田エマ
前田 エマ（まえだ えま）は、日本のファッションモデル。神奈川県生まれ。
東京造形大学卒業。2015年にN・F・B所属後2023年3月末にに契約終了。以降、ENCANTOに所属。

## 略歴
オーストリア ウィーン芸術アカデミーに留学経験を持つ。
大学在学中からモデル、エッセイ、写真、ペインティング、朗読、ナレーション、小説など幅広く活動している。

## 著書

### 小説
- 動物になる日（2022年6月10日、ミシマ社ISBN 978-4-909394-68-2）[3]

## 出演

### 広告
- HONDA「N-ONE」
- KOKOLUMINE STORE
- 花王マジックリン
- ウサギオンライン
- ONLY CHILD
- FUJIFILM 写ルンです 30thアニバーサリー「写ルンです life」
- LUMINE THE QUARTIER-LA
- FUJI FILM IRODORI by Xシリーズ Column『眠る』vol.4
- Soup Stock Tokyo
- ドルチェ&ガッバーナ ビューティ
- BIRKENSTOCK
- l’atelier du savon

### SHOW・イベント
- 和×洋×ぱりゅこのファッションショーWA!YO!SHOW!!
- furfur 2013’14 AW collection
- 拡張するファッション展
- シブカル祭。2013
- みちのおく芸術祭「山形ビエンナーレ」（2014年、2018年）
- Apple 表参道イベント 「iPhoneを使って写真日記を作ろう」 2015
- カメラと写真映像のワールドプレミアショー シーピープラス2018 photo weekend「アートのとなり。写真のとなり。」
- OUR FAUOURITE SHOPの“ひなまつり” 菅原敏×前田エマ「かのひと超訳世界恋愛詩集」朗読
- LUMINE THE QUARTIER-LA presents クロッシングトークショー
- NEWoMan YOKOHAMA『Spinout Hours～失われた2時間～』

### ラジオ
- J-WAVE「PARADISO」「CITIZEN GIRLS SPECIAL」ゲスト出演
- J-WAVE HOLIDAY SPECIAL AUTUMN HARVEST ゲスト出演
- J-WAVE「ACROSS THE SKY」TOKYO TREASUREコーナー ゲスト出演
- TBSラジオ「ジェーン・スー生活は踊る」ゲスト出演
- 「大分で会いましょう。」ゲスト出演（2018年）
- J-WAVE「YA-MAN Beautiful standard」
- TOKYO FM「NAGOMI Setouchi 瀬戸芸edition」パーソナリティー・旅人（2019年 - ）

### 映像
- 江戸川乱歩短編集 1925年の明智小五郎 「D坂の殺人事件」（NHK BSプレミアム）
- ぱりゅこ×TOKYO解放区企画「おんなのこのうた」 イメージMV
- さよならポニーテール「すーぱーすたー」「かわいいあのコ」MV

### WEB
- Olive des Olive
- ハニカム
- knot
- ADDwebmagazine
- ISETAN PARK net 「新宿と芸術」
- LUMINE CLASS ROOM
- She is
- ensemble
- 写ルンです
- フェリシモ
- エキサイトイズム
- On Trip
- LINE MOOK Toss! no.112
- SPINNER 槇文彦(建築家) × 前田エマ
- ナチュラン
- HARUTA やってみよう。をやってみる。
- 富士フイルム『写真と、ちょっといい暮らし。』
- 富士フイルム『IRODORI by X series』
- クオンの本のたね
- さんぽびより
- Let’s ENJOY TOKYO「レトロカワイイ 商店街すなっぷ」

## 雑誌
- marie claire style
- リンネル（宝島社）
- 装苑（文化出版局）
- OZmagazine（スターツ出版）
- OZ Plus（スターツ出版）
- Soup.（スープ）
- anan（マガジンハウス）
- 写ガール（エイ出版社）
- TOKYO美術館 2016-2017（ムック本）
- POPEYE（マガジンハウス）
- BRUTUS（マガジンハウス）
- MEN’S NON-NO（集英社）
- WWDmagazine 1990x
- spoon（プレビジョン）
- ユリイカ（青土社）
- IMA（アナマ）
- RoLa（新潮社）
- THIS!（小学館）
- C&Life 東京 土産＆送り物
- &Premium
- hanako（マガジンハウス）
- CREA（文藝春秋）
- 東京ウォーカー（KADOKAWA）
- SPRiNG（宝島社）
- Quick Japan（太田出版）
- Numero Tokyo（扶桑社）
- FUDGE.jp（三栄書房）
- OPERA magazine（オペラ）
- 籐で作るアクセサリーと小物（誠文堂新光社）
- GENIC（ミツバチワーク）
- ケトル

## クリエイター
- 荻窪 6次元にて開催（2012年、2014年）
- VOCA展（2016年3月）
- 青参道アートフェア出展出展店舗：IOSSELLIANI T-02-IOS（2015年10月）
- 「Mirrors and Windows」(NEW PORT)（2015年）
- 個展「失う目」（2018年）
- SELECTED ART FAIR 2018「蒐集衆商」（2018年）
- 房総里山芸術祭 いちはらアート×ミックス『エマらじお in いちはら』（2021年）

## その他
- みちのおく芸術祭「山形ビエンナーレ2018」メインビジュアル
- 「ワンピースとタイツ」イメージモデル＆デザイン
- 「yoasa」イメージモデル
- 「Taro horiuchi」モデル
- 「パルコ×Balcony and bed」モデル
- 伊藤忠商事 「未来研究所」ムービーナレーション（×KIGI）
- 物語アプリ 「Merry book round」 ナレーション（×KIGI）音楽：阿部海太郎
- 「music for reading ビームスレコード」CDジャケットモデル
- 「ビームス×シトウレイ」モデル
- 三井のリハウス「いえ白書」
- 石元泰博写真展 インタビュー
- SPINNER × 向田邦子 没後40年特別イベント 「いま、風が吹いている」 特別対談
- わたしのために、世界を学びはじめる勉強会 ――本、映画、音楽を出発点に』
- 吉祥寺PARCO インスタライブ『冬がくる、街にでよう！』
- 映画『パーフェクト・ノーマル・ファミリー』コメント